# OFFICIAL ORANGE
『OFFICIAL ORANGE』（オフィシャル・オレンジ）は、ハチのオリジナルアルバム。2010年11月14日に自主制作で発売され、同年11月に同人で発売された。そして、2013年10月23日にBounDEE by SSNWから復刻リイシューとして全国流通で再リリースされた（双方での収録音源は全く同じ）。

## 解説
- ジャケットや歌詞カード、盤面などのイラストは全て本人が手掛けている。
- 自主制作盤はCD+8pの歌詞ブックレットが封入。対して復刻リイシュー版には自主制作盤のCD+8pのブックレットに加え、「マトリョシカステッカー」が追加されている。
- トラック12「遊園市街」のみ本人による歌唱で、その他の収録曲のヴォーカルには、音声合成ソフト「初音ミク」「巡音ルカ」「Megpoid」を使用している。
- 2020年8月5日、米津玄師の全楽曲のサブスクリプション解禁に伴い、各定額制音楽配信サービスにて配信が開始された[2]。

## 収録曲
| 全作詞・作曲・編曲: ハチ。 |                            |       |            |      |
| #                          | タイトル                   | 作詞  | 作曲・編曲 | 時間 |
| 1.                         | 「パンダヒーロー」         | ハチ  | ハチ       | 3:47 |
| 2.                         | 「演劇テレプシコーラ」     | ハチ  | ハチ       | 3:31 |
| 3.                         | 「リンネ」                 | ハチ  | ハチ       | 4:21 |
| 4.                         | 「神様と林檎飴」           | ハチ  | ハチ       | 4:14 |
| 5.                         | 「結んで開いて羅刹と骸」   | ハチ  | ハチ       | 4:25 |
| 6.                         | 「沙上の夢喰い少女」       | ハチ  | ハチ       | 4:05 |
| 7.                         | 「病棟305号室」            | ハチ  | ハチ       | 3:44 |
| 8.                         | 「眩暈電話」               | ハチ  | ハチ       | 4:20 |
| 9.                         | 「マトリョシカ」           | ハチ  | ハチ       | 3:19 |
| 10.                        | 「白痴」                   | ハチ  | ハチ       | 6:17 |
| 11.                        | 「ワンダーランドと羊の歌」 | ハチ  | ハチ       | 4:48 |
| 12.                        | 「遊園市街」               | ハチ  | ハチ       | 4:46 |
| 合計時間:                  | 合計時間:                  | 51:33 |            |      |

- ヴォーカル：初音ミク（#2、#3、#4、#5、#7、#8、#9、#11）、Megpoid（#1、#9、#10）、巡音ルカ（#6）、ハチ（#12）

## 楽曲解説
1. パンダヒーロー
翌年公開されたニコニコ動画の版とはアレンジが異なる。
2. 演劇テレプシコーラ
3. リンネ
4. 神様と林檎飴
5. 結んで開いて羅刹と骸
リテイク版。曲名がひらがな表記に変更された。
6. 沙上の夢喰い少女
7. 病棟305号室
2009年に投稿された「雨降る街にて風船は悪魔と踊る」のリメイク。
8. 眩暈電話
9. マトリョシカ
10. 白痴
11. ワンダーランドと羊の歌
12. 遊園市街
ハチ本人による歌唱。